# Gnaptogaster mongolica
Gnaptogaster mongolica är en stekelart som beskrevs av Vladimir Ivanovich Tobias 1976. Gnaptogaster mongolica ingår i släktet Gnaptogaster och familjen bracksteklar. Inga underarter finns listade i Catalogue of Life.